# Bresle (Somme)
Pour les articles homonymes, voir Bresle (homonymie).
Bresle est une commune française située dans le département de la Somme en région Hauts-de-France.

## Géographie

### Localisation
Bresle est un village rural  picard de l'Amiénois, situé à une vingtaine de kilomètres au nord-est d'Amiens, à 7 km au sud-ouest d'Albert et à 25 km au sud-est de Doullens, aisément accessible par l'ex-route nationale 29 (actuelle RD 929).

#### Communes limitrophes
| Warloy-Baillon |                    | Hénencourt |
| Baizieux       | Bresle             | Laviéville |
|                | Ribemont-sur-Ancre |            |

### Nature du sol et du sous-sol
Le sol et le sous-sol de la commune sont de nature secondaire, tertiaire et quaternaire. Le diluvium jaune domine la majeure partie du territoire, vers Baizieux, ont rencontre les sables de Châlons-sur-Vesle et les sables de Bracheux. Au mont Idée, légère élévation du territoire, affleure la craie blanche à bélemnites et à micrasters.

### Relief, paysage, végétation
Le relief de la commune se compose d'un plateau qui s'étend au nord du village. Les accidents de terrain sont assez nombreux. Le village est construit au cœur d'une cuvette aux pentes rapides.

### Hydrographie
La commune est située dans le bassin Artois-Picardie. Elle n'est drainée par aucun cours d'eau.

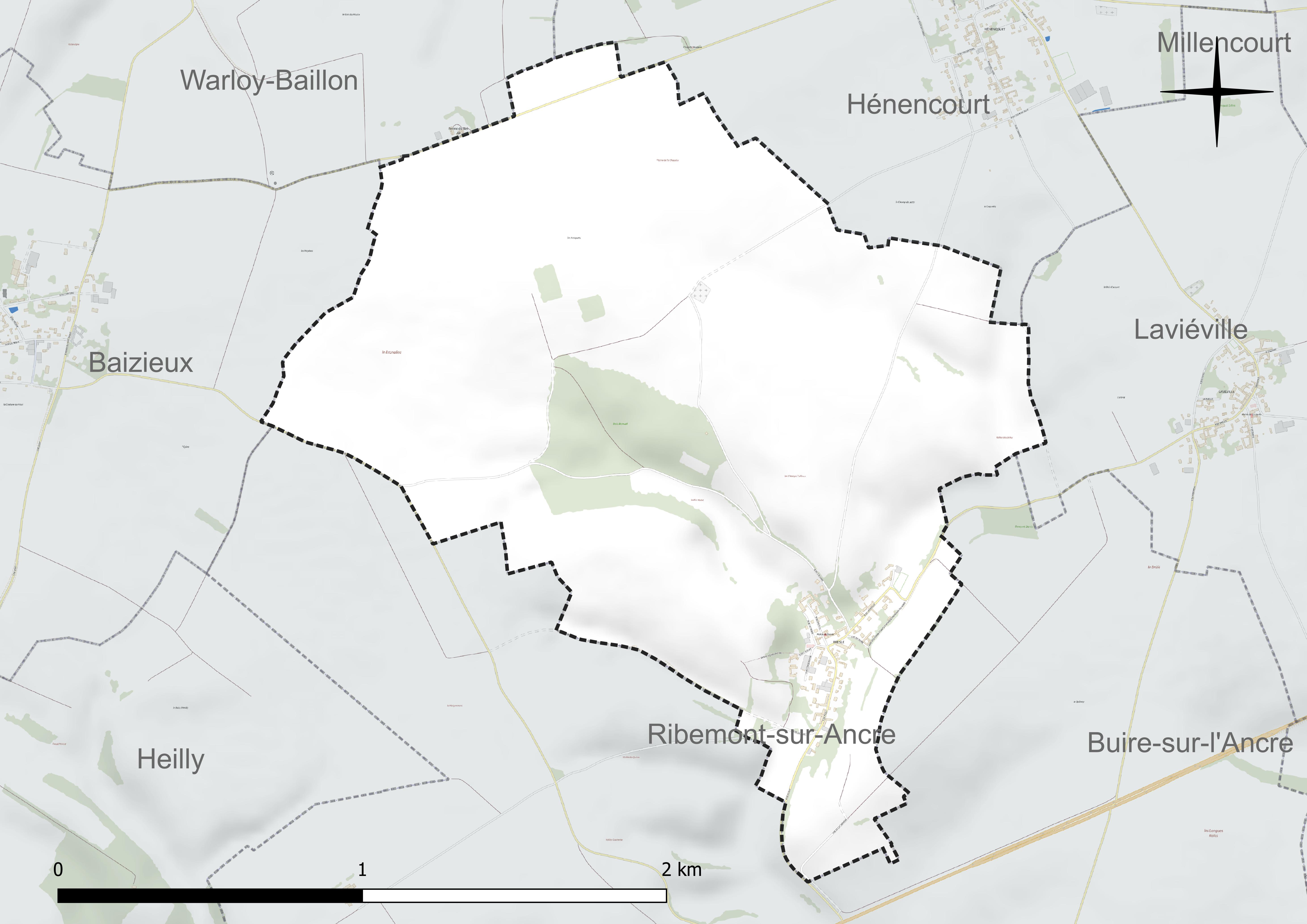
Réseau hydrographique de Bresle.

### Climat
Pour des articles plus généraux, voir Climat des Hauts-de-France et Climat de la Somme.
En 2010, le climat de la commune est de type climat océanique dégradé des plaines du Centre et du Nord, selon une étude du CNRS s'appuyant sur une série de données couvrant la période 1971-2000. En 2020, Météo-France publie une typologie des climats de la France métropolitaine dans laquelle la commune est exposée à un climat océanique et est dans la région climatique Nord-est du bassin Parisien, caractérisée par un ensoleillement médiocre, une pluviométrie moyenne régulièrement répartie au cours de l'année et un hiver froid (3 °C).
Pour la période 1971-2000, la température annuelle moyenne est de 10,3 °C, avec une amplitude thermique annuelle de 14 °C. Le cumul annuel moyen de précipitations est de 772 mm, avec 12,5 jours de précipitations en janvier et 8,5 jours en juillet. Pour la période 1991-2020, la température moyenne annuelle observée sur la station météorologique la plus proche, située sur la commune de Méaulte à 7 km à vol d'oiseau, est de 10,7 °C et le cumul annuel moyen de précipitations est de 730,3 mm,. Pour l'avenir, les paramètres climatiques de la commune estimés pour 2050 selon différents scénarios d'émission de gaz à effet de serre sont consultables sur un site dédié publié par Météo-France en novembre 2022.

## Urbanisme

### Typologie
Au 1er janvier 2024, Bresle est catégorisée commune rurale à habitat dispersé, selon la nouvelle grille communale de densité à sept niveaux définie par l'Insee en 2022.
Elle est située hors unité urbaine. Par ailleurs la commune fait partie de l'aire d'attraction d'Amiens, dont elle est une commune de la couronne,. Cette aire, qui regroupe 369 communes, est catégorisée dans les aires de 200 000 à moins de 700 000 habitants,.

### Occupation des sols
L'occupation des sols de la commune, telle qu'elle ressort de la base de données européenne d'occupation biophysique des sols Corine Land Cover (CLC), est marquée par l'importance des territoires agricoles (93 % en 2018), une proportion identique à celle de 1990 (93 %). La répartition détaillée en 2018 est la suivante : 
terres arables (85,7 %), zones agricoles hétérogènes (7,3 %), forêts (7 %). L'évolution de l'occupation des sols de la commune et de ses infrastructures peut être observée sur les différentes représentations cartographiques du territoire : la carte de Cassini (XVIIIe siècle), la carte d'état-major (1820-1866) et les cartes ou photos aériennes de l'IGN pour la période actuelle (1950 à aujourd'hui).

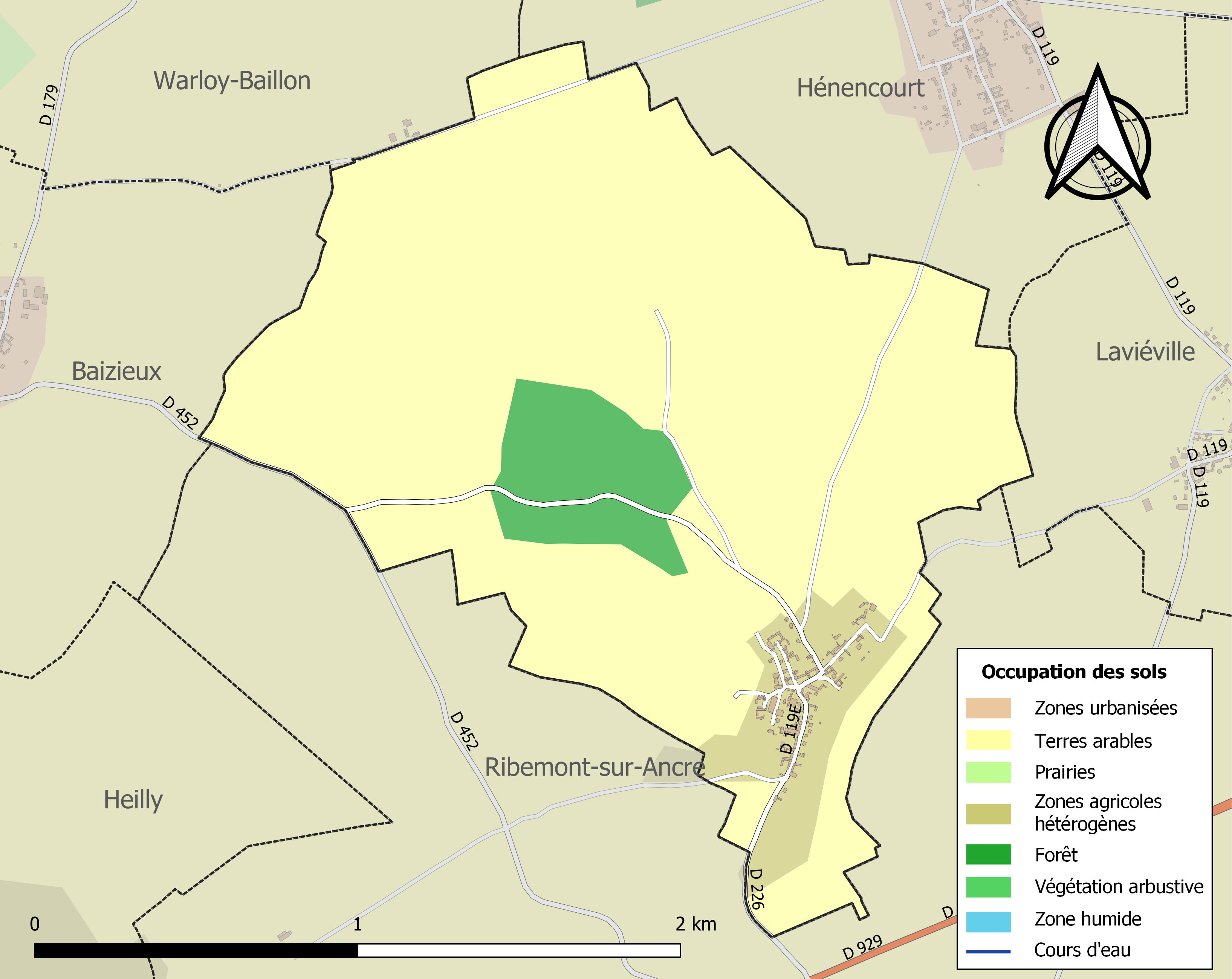
Carte des infrastructures et de l'occupation des sols de la commune en 2018 (CLC).

### Habitat
La commune présente un habitat groupé et maisons individuelles.

## Toponymie
Le nom de la localité est attesté sous les formes Berella (1168.) ; Bragellæ (1262) ; Berele (1283.) ; Breele (1294.) ; Breelle (1331.) ; Brelles (1579.) ; Brelle (1638.) ; Bresle (1648.) ; Brèle (1733.) ; Breles (1781.)
Bresle est issu de brixia mot vraisemblablement d'origine gauloise et de la même famille que bracu ou braco qui a donné brixia, bray et bresse, cette dernière forme désignant au XIe siècle le marécage. On trouve plusieurs formes pour désigner Bresle dans les textes anciens : Braium, Bragum, Breslia, Berella, Bragella, Berelle, Bereel. La signification du nom serait liée à la boue, la fange. Autre forme bricia, braye, brai en vieux français qui veut dire « boue ».

## Histoire

### Antiquité
L'implantation gallo-romaine est attestée sur le territoire de la commune, en particulier par la présence de traces d'une « grande villa à longue cour rectangulaire de 200 m de long, orientée à l'est-nord-est », photographiées par Roger Agache, le spécialiste amiénois de l'archéologie aérienne.

### Moyen Âge
Le domaine de Bresle au Moyen Âge était détenu par trois seigneurs : l'Abbaye Saint-Martin-aux-Jumeaux d'Amiens, l'Abbaye de Corbie et le seigneur du lieu, Colard de Breelle en 1294 et Wautier de Breelle, en 1337.
Le territoire de Bresle a appartenu par la suite aux seigneurs d'Heilly et d'Hénencourt.

### Époque moderne
Le village fut envahi par les Espagnols en 1636, lors du siège de Corbie. Aux XVIIe et XVIIIe siècles, la paroisse de Bresle était peuplée d'environ 500 habitants, elle possédait une église et une école.
En 1789, les habitants rédigèrent des cahiers de doléances comme toutes les paroisses de France.

### Époque contemporaine
En 1889, la municipalité fit construire une école.

## Politique et administration
| Période                                  | Période                      | Identité         | Étiquette | Qualité                         |
| ---------------------------------------- | ---------------------------- | ---------------- | --------- | ------------------------------- |
| Les données manquantes sont à compléter. |                              |                  |           |                                 |
| mars 2001                                | 2008                         | Claude Houbart   |           |                                 |
| mars 2008                                | En cours (au 8 octobre 2020) | Jean-Luc Faloise |           | Réélu pour le mandat 2020-2026, |

## Population et société

### Démographie
L'évolution du nombre d'habitants est connue à travers les recensements de la population effectués dans la commune depuis 1793. Pour les communes de moins de 10 000 habitants, une enquête de recensement portant sur toute la population est réalisée tous les cinq ans, les populations de référence des années intermédiaires étant quant à elles estimées par interpolation ou extrapolation. Pour la commune, le premier recensement exhaustif entrant dans le cadre du nouveau dispositif a été réalisé en 2004.

En 2022, la commune comptait 118 habitants, en évolution de −9,23 % par rapport à 2016 (Somme : −1,26 %, France hors Mayotte : +2,11 %).
| 1793 | 1800 | 1806 | 1821 | 1831 | 1836 | 1841 | 1846 | 1851 |
| ---- | ---- | ---- | ---- | ---- | ---- | ---- | ---- | ---- |
| 300  | 275  | 322  | 361  | 440  | 425  | 411  | 407  | 375  |

| 1856 | 1861 | 1866 | 1872 | 1876 | 1881 | 1886 | 1891 | 1896 |
| ---- | ---- | ---- | ---- | ---- | ---- | ---- | ---- | ---- |
| 370  | 357  | 284  | 258  | 225  | 204  | 204  | 202  | 189  |

| 1901 | 1906 | 1911 | 1921 | 1926 | 1931 | 1936 | 1946 | 1954 |
| ---- | ---- | ---- | ---- | ---- | ---- | ---- | ---- | ---- |
| 162  | 152  | 147  | 111  | 126  | 109  | 98   | 115  | 129  |

| 1962 | 1968 | 1975 | 1982 | 1990 | 1999 | 2004 | 2006 | 2009 |
| ---- | ---- | ---- | ---- | ---- | ---- | ---- | ---- | ---- |
| 115  | 102  | 92   | 90   | 83   | 74   | 87   | 89   | 109  |

| 2014 | 2019 | 2022 | - | - | - | - | - | - |
| ---- | ---- | ---- | - | - | - | - | - | - |
| 123  | 125  | 118  | - | - | - | - | - | - |

### Enseignement
L'enseignement élémentaire local est assuré dans le cadre d'un regroupement pédagogique intercommunal qui comprend les communes d'Heilly, Ribemont-sur-Ancre, Bresle et Méricourt-l'Abbé. L'école Jacques-Prévert de Méricourt accueille 57 élèves pour l'année scolaire 2014-2015. Cantine et garderie complètent le dispositif.
La cantine scolaire est implantée à Ribemont.

## Économie

### Activités économiques et de services
L'activité dominante de la commune reste l'agriculture.
L'agriculture reste l'activité dominante de la commune.

## Culture locale et patrimoine

### Lieux et monuments
- Église Saint-Léger, en pierre et brique[27],[28]. L'assise des murs, en grès, est surtout visible à la base du chevet et de la façade Nord. Le chœur, classiquement légèrement plus élevé que la nef, a des fenêtres encore ornées (malgré les nombreuses modifications et réparations au cours des siècles), de part et d'autre de la moitié supérieure de leur hauteur, de motifs apportant une certaine élégance sous la forme d'une bande verticale striée. Il devrait s'agir, selon toute vraisemblance, de ce qui subsiste des cannelures de pilastres, éléments architecturaux de l'art classique du XVIIe siècle.

En 1908, un historien local nota que « la cloche, datant de 1768, porte les armes et les noms du parrain, Henri Louis, marquis de Lameth, et de la marraine, Marie Thérèse de Broglie, comtesse douairière de Lameth. »

### Héraldique
| Blason de Bresle (Somme) | Blason  | D'azur aux trois gerbes de blé d'or. Ornement extérieur : - Croix de guerre 1914-1918                                                                                          |
| Blason de Bresle (Somme) | Détails | Le blason de Bresle a été repris des armes de la famille de Bresle, seigneurs du lieu au Moyen Âge. Ce blason est décrit notamment dans l'Armorial général de Rietstap (1884). |